# ドネツクとロシアの関係史
ロシアとドネツクの関係史は、ロシアとドネツク共和国という両国の歴史についての説明である。
ロシア共和国と10月革命後の短期間の独立国家ドネツク-クリヴォログ社会主義共和国との関係、現在のロシア連邦とドネツク人民共和国との関係などである。

## ドンバスの由来

### オスマン帝国
この時代の史料はほとんどない。 確かなことは、1470年代から1480年代にかけて、オスマン帝国はまずクリミア半島を支配下に置き、その後ウクライナに進出してきたということである。 16世紀から17世紀にかけて、オスマン帝国はニコラエフ、ヘルソン、ザポロージエ、ドネツクなどウクライナ南部のすべての地方を支配していた。 トルコの地図では、ドニプロペトロフスクやキロヴォフラードといった大きな中部地方まで描かれているものもあります。
ウクライナ南部の地方では、露土戦争後の1780年代から90年代にかけて、都市建設が始まった。
後の露土戦争の勃発により、ロシア帝国がオスマン帝国に勝利し、同時にポーランド・リトアニア共和国が弱体化したためである。 ロシア帝国はザポロージエを破壊し、そこに新しいロシアを建設する:p.91。
1764年、帝政ロシア政府はセルビアとスロボダの国境地帯を廃止し、コサック首長国から15の南部地区を合併し、新しい州、ノボロシヤ県を創設した:p.91。
この州は、アゾフと黒海の間の全領域をカバーしていた。 この征服されたばかりの地域は、人口もまばらであった。 1796年当時、人口の8割がウクライナ人とロシア人であり、エカテリーナ2世は移民を奨励するため、4000エーカーの土地を入植者に提供した。 ドンバス地方は新ロシア州にあった:p.91。

### 帝政ロシア

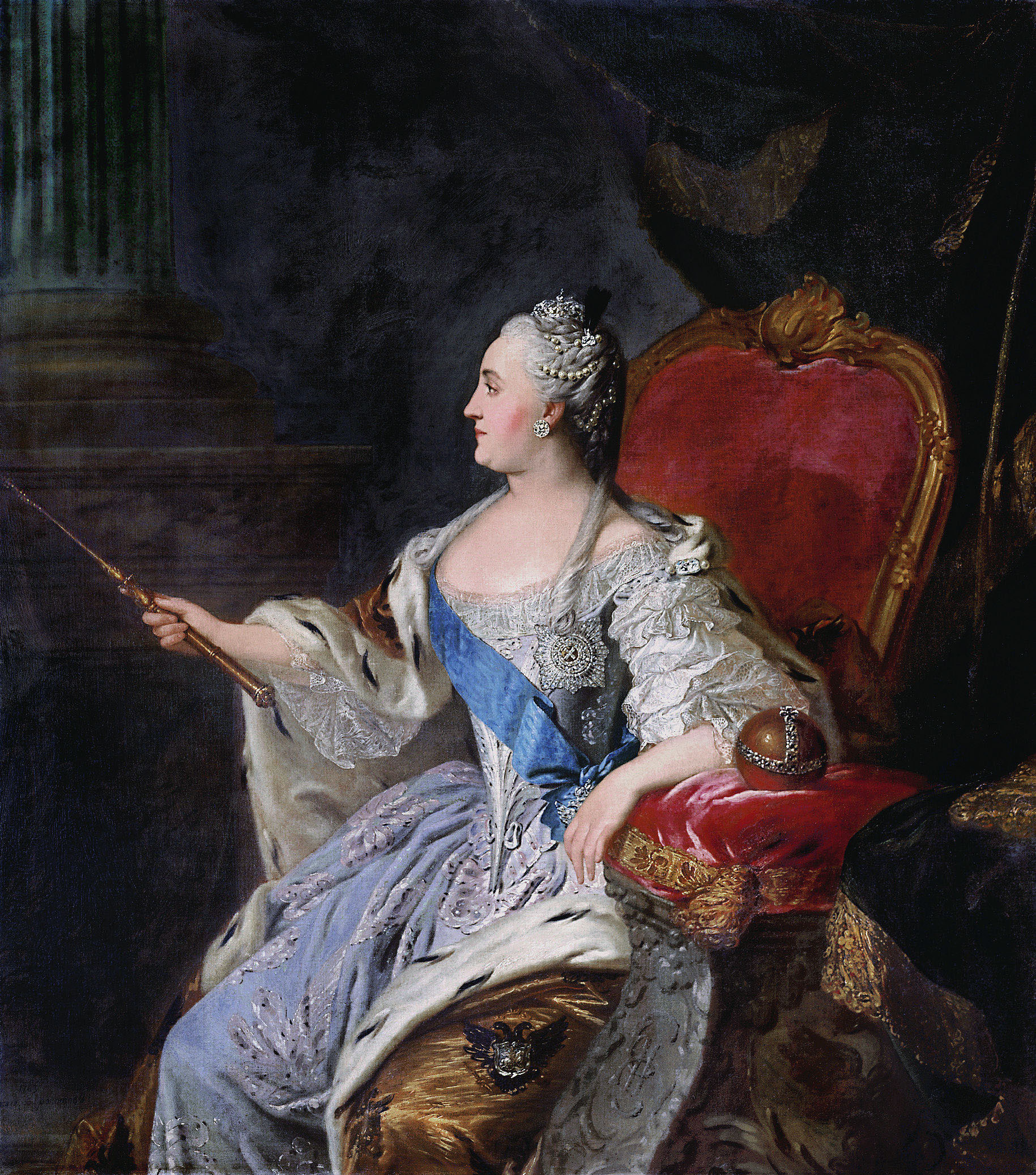
エカテリーナ2世がドンバス地方を帝政ロシアに編入する

18世紀末になって、エカテリーナ2世がドンバスをロシア帝国の領土とした。 ツァーリ政府はこの地域を小ロシア（マロロシア；Malorossija）と呼び、新ロシア（ノボロシア；Novorossija）とも呼ばれた。 ドンバスの境界線の大きさは様々で、大ドンバス自体はルガンスク州とドネツク州からなり、ハリコフからマリウポリまで広がっていた。
ロシア帝国はその支配下でドンバスへの移住を奨励し、人口が急増したのは工業化の時代に入ってからである。 ロシアはウクライナより先に工業化を進め、ウクライナを原材料の供給地と見なしていた:p.92-94。
18世紀末、ロシアは世界最大の鉄の生産・輸出国となった。19世紀初頭、技術の発展とウラル山脈の石炭不足を受け、ロシアと西欧との格差が広がり、ロシア当局は新天地を求めていたのだ。 ドンバス地方の石炭は1721年に発見されたが、交通アクセスが悪くで、ウラルでの採掘が優先されたため、ドンバス地方には産業基盤が存在しなかった。 1860年代から1870年代にかけて鉄鋼、鉱山、鉄道部門が整備され、アレクサンドル2世の資本主義ブームとともにドンバスでは重工業が発展した。1900年には帝国の鉄の56.3%、石炭の68.1%がこの地域で生産された。 こうして、ドンバスは帝国の産業の中心地となった:p.92-94。
このようなドンバスの動きは、同地域への激しい移住を引き起こした。 しかし、産業の発展に伴い、鉱山や工場にはロシア人労働者が集まり、地元のウクライナ人は農場で働くことを好んだ。 1900年当時、ドンバス地方の冶金、鉄道、石炭の労働者のうち55％以上がロシア人であった。 その結果、ウクライナ人とロシア人の人口バランスは、ロシア人に有利に変化した:p.92-94。

## 1910年代の露国革命
1917年11月7日、ロシア臨時政府が倒され、ウクライナ人民共和国が樹立された:p.97-98。
その後、ウクライナ中央ラーダはエカテリノスラフ州、ハリコフ州、ケルソン州をウクライナ人民共和国の管轄下に置くと宣言しました。 つまり、ドンバスの大部分はウクライナ人民共和国の領土にあったのである。 東部の地方ソビエトは、中央ラーダの布告を反対した:p.97-98。
1917年11月16日、ドネツク-クリヴォログ地方ソビエト執行委員会は、ドネツク-クリヴォログ鉱区全体とハリコフをロシア共和国の領土に収めることを目的としたプロパガンダを推進した。 しかし、わずか数週の間に、委員会の意見は露国との統合から独立支持へと変わっていった:p.97-98。
11月30日、ドネツク-クリヴォログ鉱区のソビエト中央執行委員会は、ウクライナ人民共和国と中央ラーダの権限を認めないという声明を発表した:p.97-98。
1918年1月27日から30日にかけて、ドネツク-クリヴォログ鉱区ソビエトの大会が開催された。アルチョムら一部の代表は、露国政府が画策したウクライナ・ソビエト共和国から分離して、即時独立することを主張した。1918年2月、ドネツク-クリヴォログ社会主義共和国（以下、ドネツク共和国）が建国された。 共和国は現在のドネツク州、ルガンスク州、ハリコフ州にまたがっていた:p.97-98。

## 共和国の解散

レーニンは、ドンバス盆地の小さな共和国が、ウクライナの変革計画に適合するとは考えていなかったのだ

共和国の設立には、レーニンが率いるボルシェビキ党の中央委員会が反対した。 すでに設立当初からレーニンは不快に思っていた。 彼はグリゴリー・オルジョニキーゼに、ドンバスの一部の人々が独立を弄していると非難する手紙を送っていた。
1918年3月17日から19日にかけて、エカテリノスラフで全ウクライナ労働者・兵士・農民会議が開催された。 大会では、ドネツク-クリヴォログ社会主義共和国をウクライナ・ソビエト共和国に編入することが新たに決定された。
その後、露国もドネツク共和国も、その計画を実現することができなくなった。 独逸軍はウクライナに入り、ドンバスまで戦い、1918年4月中旬に共和国の首都は独逸軍に占領された。 第一次世界大戦でドイツが敗北すると、ドンバスは白軍に占領され、1920年初めに赤軍が再び支配権を獲得した:p.97-98。
露国赤軍によるドンバス占領後、露国内ではドンバスの将来の地位について激しい論争が繰り広げられた。 ある派閥は、独立した共和国を存続させることに賛成していた。 もう別の派閥は、南ロシア地域がウクライナにソビエト共和国を作ることを主張した:p.97-98。
レーニンは「ウクライナの労働者階級の比率を高めるべきであり、そうでなければ農耕民族の国を変革することは困難である」と考えていたからである。 ボルシェビキ党は最終的にこの争いに介入し、ドネツク共和国をウクライナ・ソビエト共和国に編入することを決定したのである:p.97-98。
1919年2月17日、ソ連国防会議が決定した。
「同志スターリンに中央委員会（Бюро ЦК）を通じて ドネツク-クリヴォログ鉱区を廃止するよう指示すること」:p.97-98。
このとき、レーニン率いるボルシェビキ党は、レーニンの民族自決の原則に則り、ウクライナ政治エリートの要求を満たし「労働者階級の割合」を高めるために、ドネツク共和国を廃止し、ドンバス地方をロシア・ソビエトからウクライナ・ソビエトへ移譲することを主張した:p.97-98。 ドネツク共和国が解散。

## ソ連支配下のドンバス

### 強制的なウクライナ化
ソビエト政権が誕生して間もなく、統治する地域で「土着化政策」を採用し、各地の政府機関は民族語を積極的に普及させることを義務付けた。ロシア共産党第12回大会が、ロシア民族が居住していない地域では民族語の習得を義務づけ、それを怠った者は「最も厳しい革命的手段によって告発し処罰する」という法令を発表する。 ロシア共産党第12回大会は、土着化政策を民族問題に対するソ連の主要政策として公式に宣言しています:p.6-10。
1920年10月10日、スターリンはソ連の土着化政策を公式に発表し、辺境地域の裁判所や行政機関などは、できる限り現地の言語に精通した人々で構成することを求めた。土着化政策は、1923年春のボルシェビキのロシア共産党12回大会でさらに具体化し、過去の大ロシア主義・植民地主義も強く非難した:p.6-10。
ウクライナ・ソビエト社会主義共和国での土着化は「ウクライナ化」と呼ばれています。政党や公務員の場合、公務員はウクライナ語の習得が義務付けられており、その期限も決められています。1923年6月1日、ウクライナの中央政治局会議において、ウクライナ共産党は露共の指示を実行し、ウクライナ語の普及を決議した。1923年4月から1924年4月にかけては、法秩序のウクライナ化が進んだ。1923年8月1日から、露語しか話せない人を国家公務員として受け入れることを禁止する法令が出されたのである。 まだ国家公務員であった者については、学習期限が1924年8月1日に設定され、露語しか話せず、ウクライナ語を習得できない公務員は解職させられることになった:p.6-10。
1920年代、強制的なウクライナ化はドンバス地方で強い反発を受けた。当時のウクライナ共産党のクビリング第一書記は、否定的な態度であった。1918年には早くもドネツクとクリボイ・ログ州のウクライナからの離脱を提唱していた。ウクライナ化に反対していたわけではないが、民族主義や、共産党のウクライナ化がペトリューラのウクライナ化になりかねないという懸念を表明していた:p.6-10。
クビリングはウクライナ化の推進が遅いという理由で第一書記を解任され、後任のカガノビッチは忠実なスターリン主義者であった。そして、1925年4月、ウクライナ共産党中央委員会全会は、ウクライナ化委員会を設置し、「ソ連機関の即時完全ウクライナ化のための措置」の決議を公布した。 ソ連の土着化政策を徹底的に推進するために、ウクライナ共産党は大きく3つの行動をとった:p.6-10。
1. 党組織の出版物や中央当局の印刷物はウクライナ語で発行され、会議もすべてウクライナ語で行われます。
2. ウクライナ各地に地方党委員会を設立し、ウクライナ化した地方党委員会がウクライナ語の使用を監督する。
3. 強制力の必要性を強調する。

その後、ウクライナ化政策が義務化され、これは初等教育にも拡大された。ウクライナ共産党の政治局は、スターリンに宛てた書簡で、「ウクライナ化を強制するために、これほど強力で積極的なアプローチをとった歴代の政治家はいない」と、カガノヴィッチのウクライナ化強制の消えない進展を賞賛しているほどである:p.6-10。
1920年代後半から1930年代にかけて、スターリンの「新経済政策」の終了が迫ると、ウクライナ化政策は減速した:p.13。

## 備考
- 1910年代の日本の文書で。 ヨーロッパの主な国は漢字で表記していた。 ウクライナは直接カタカナを使った。 10月革命後、日本政府は当時のロシア・ソビエトを「労農政府」と呼んでいた。 1922年のソビエト連邦成立以前は、混乱を避けるためにロシア共和国（露国）と表記している。

"露国革命関係一件" (PDF). 日本外交文書デジタルコレクション. 外交史料館 (Thesis). 外務省. 1918. 2022年7月10日閲覧。

## 参考資料
1. ↑  Andrea Graziosi (1995). "At the Roots of Soviet Industrial Relations and Practices. Piatakov's Donbass in 1921". Cahiers du Monde russe. 36 (1/2): 95–131. JSTOR 20170947. ウクライナ読書館より2022年7月13日閲覧。
2. 1 2  "Ukrayna'da Osmanlı'nın mirası mı dediniz?!..." Evrensel (トルコ語). Turkey. 12 July 2015. 2022年7月14日閲覧。
3. 1 2 3 4 5 6  Ibrahim Muradov (2019). The Donbas conflict as a form of hybrid warfare: a neoclassical realist analysis (PDF) (Ph.D thesis). Middle East Technical University. hdl:11511/45129. 2022年7月7日閲覧。
4. 1 2  Stefano Caprio「顿巴斯的过去和未来」（中国語、イタリア語）、バチカン: Asianews、2022年5月14日。2022年7月19日閲覧。
5. 1 2 3 4 5 6 7 8 9 10 11 12  沈莉华「乌克兰东部武装冲突解析」中国社会科学院、『ロシア・東欧・中央アジア研究』第5巻第9号、ロシア・東欧・中央アジア研究所、2019年。ISSN 1671-8461。2022年7月21日閲覧。
6. ↑  ウラジーミル・レーニン「致格・康・奥尔忠尼启则」『列宁全集 (PDF)』48巻、中国共産党中央委員会マルクス・エンゲルス・レーニン・スターリン著作編纂局、2008年（原著1918年3月4日）。2022年7月31日閲覧。
7. 1 2 3  Как Ленин загонял Донбасс в Украину (ロシア語). コムソモリスカヤ・プラウダ. 14 March 2022. 2022年7月30日閲覧。
8. ↑  「困於數百年東西裂痕 偏倒一方非烏克蘭解方」香港01、2021年12月19日。2021年12月19日時点のオリジナルよりアーカイブ。2022年3月19日閲覧。
9. ↑  『苏联共产党代表大会、代表会议和中央全会决议汇编（第二分册）』人民出版社、1964年、289頁。
10. 1 2 3 4 5 6 7  刘显忠「20 世纪 20-30 年代苏联“本土化”政策在乌克兰的实践」『俄罗斯东欧中亚研究』2014年。
11. ↑  龚哲（編）、2018年3月15日「外刊扫描｜俄罗斯与乌克兰的历史论争」『東方歴史評論』網易。2022年9月7日閲覧。
12. ↑  Andrew Wilson (1995). "The Donbas between Ukraine and Russia: The Use of History in Political Disputes". Journal of Contemporary History (英語). SAGE Publications. 30 (2). JSTOR 261051。